# 重野克明
重野 克明（しげの かつあき、1975年 - ）は、日本の銅版画家。東海大一中、東海大一高卒業、2001年東京藝術大学美術学部絵画科油画専攻卒業、2003年東京藝術大学大学院修士課程美術研究科版画専攻修了。銅版画を中心に、油彩、水彩ドローイングを発表し、本の挿絵や舞台美術などでも活躍。

## 来歴
父はJALの整備士、母は洋裁学校講師という一家に生まれる。弟は漫画家の重野なおき。
静岡県の東海大一中、東海大一高 現:静岡翔洋高校 に進学し在学中は強豪の野球部に所属し野球少年であった。
弟が掛布雅之のサインボールを紛失したときは、ケンカになったと言う。

## 受賞歴
- 2000年 -「第25回全国大学版画」展 買上賞 町田市立国際版画美術館
- 2001年 -「東京藝術大学卒業制作」展 サロンドプランタン賞、「第2回全国大学版画」展 買上賞 町田市立国際版画美術館
- 2002年 -「東京藝術大学版画集」展
- 2003年 -「第71回日本版画協会」展 日本版画協会賞、B部門審査員特別賞 東京都美術館、「第80回春陽」展 奨励賞 東京都美術館

## 主なパブリック・コレクション
町田市立国際版画美術館、東京オペラシティアートギャラリー、静岡県立美術館（幻のホームラン）、多摩美術大学美術館、大岡信ことば館→明治大学に寄贈。

## 個展
個展（抜粋）
- 2010年 「鳥居みゆき著 夜にはずっと深い夜を　原画展」KIDO Press(東京)
- 2011年 「バラ色の生活」日本橋高島屋 美術画廊X(東京)
- 2012年 「亀有の憂鬱」77ギャラリー(東京)
- 2014年 「ロマンチックは止まらなかった」MEGUMI OGITA GALLERY(東京)
- 2016年 「おしゃれ野郎の告白」日本橋高島屋 美術画廊X(東京)
- 2017年 「床の間、」77ギャラリー(東京)
- 2018年 「ザ・テレビジョン 重野克明展」日本橋高島屋　美術画廊X(東京)

グループ展（抜粋）
- 2010年 「収蔵作品展035 版画の競演」東京オペラシティアートギャラリー(東京)
- 2011年 Sosabeol International Art Expo Pyeongtaek(韓国)
- 2017年 「版画のコア」文房堂ギャラリー(東京)
- 2018年 「2色まで」MEGUMI OGITA GALLERY(東京)